# Amdír
In het begin van de Tweede Era kwamen Amdír en zijn zoon Amroth naar Lórinand. Hij werd daar koning van de Avari, Boselfen en Sindar die zich daar hadden gevestigd. Hij voegde zich met zijn leger en dat van Oropher, en dat van Khazad-dûm bij dat van Gil-galad en Elendil tijdens de oorlog van het Laatste Bondgenootschap tegen Sauron. Hij kwam om het leven tijdens de Slag van Dagorlad toen hij werd teruggedreven door de legers van Sauron.